# オーヴェルニュ (競走馬)
オーヴェルニュ（欧字名:Auvergne、2016年5月8日 - ）は、日本の競走馬。主な勝ち鞍は2021年の東海ステークス、平安ステークス。
馬名の意味はフランスの地名「オーヴェルニュ」から。

## 戦績
- 特記事項なき場合、本節の出典はJBISサーチ[6]

### 2歳 - 4歳（2018年 - 2020年）
2018年9月17日、阪神競馬場での2歳新馬戦でデビューし、6着。4戦目で初勝利を挙げる。500万下クラスに上がって初めの3戦はいずれも6着以下の成績に終わったものの、夏場に1勝クラスで2戦連続2着を記録し、9月21日の1勝クラス戦で2勝目を挙げた。1戦挟んで2勝クラスの五条坂特別、3勝クラスの名古屋城ステークスを連勝してオープンクラスに上がった。オープンクラスに上がっての最初の3戦はいずれも3着以内に入らなかったが、11月の福島民友カップは4番手追走の競馬から押し上げ、直線で逃げたスマートセラヴィーをとらえ1馬身差かわして1着とし、オープン初勝利となった。続くリステッドのベテルギウスステークスでも後方から差し込んできたテーオーケインズの追撃をアタマ差振り切って、オープン2勝目を挙げた。

### 5歳（2021年）
5歳初戦、重賞初出走となった東海ステークスは好位から先頭に立つとそのまま後続を突き放し、2着のアナザートゥルースに1馬身4分の3差つけて重賞制覇、父スマートファルコンにとってもJRA重賞初制覇となった。フェブラリーステークス13着を挟んで出走の平安ステークスでは直線で先行したアメリカンシードを差し切り、1分54秒7の中京競馬場ダート1900メートルのコースレコードを更新して重賞2勝目を挙げた。6月の帝王賞はテーオーケインズの7着に終わった。夏は休養に充て4か月後のみやこステークスで復帰、好位につけたが前が不利な展開となり12着と惨敗に終わった。続くチャンピオンズカップは中団から伸び6着に入った。

### 6歳（2022年）
6歳となった2022年初戦は連覇を目指して東海ステークスに出走。好位追走から最後の直線で一時先頭に立ったが外を回した勝ち馬のスワーヴアラミスに半馬身交わされ2着となった。
その後、3か月の間隔を置いて4月17日のアンタレスステークスに鮫島克駿とのコンビで出走するも、オメガパフュームの8着に敗れた。
5月21日、連覇のかかるGIII平安ステークスに出走。前年のJRA賞最優秀ダートホースに選ばれたテーオーケインズに次ぐ2番人気に推された。レースでは、終始中団の内めを追走。そのままの位置取りから直線でも最内から脚を伸ばしたものの、前を行く馬を捉えきれず後続馬にも交わされて6着に終わった。鞍上の福永祐一は「ずっとキックバックの砂を嫌がっていました。勝ち馬についていきたかったけど、一瞬の脚が違いすぎました」と語った。続く6月29日の帝王賞では好スタートからハナを奪い逃げるも直線で力尽き9着と殿負けに終わった。
秋に入り、10月1日のシリウスステークスでは好位追走から脚を伸ばし3着と好走。この後、11月3日のJBCクラシックは6着、12月4日のチャンピオンズカップは9着と精彩を欠いた。

### 7歳（2023年）
7歳初戦として、1月22日の東海ステークスに出走。道中3・4番手追走も直線で伸びを欠いて9着に終わる。
2月19日に東京競馬場で行われたフェブラリーステークス（GI）に出走。鞍上の福永祐一は、このレースが騎乗する最後のGI競走であった。レースでは10番人気に推され、12着に敗れた。
その後、2月24日をもってJRAとしての競走馬登録を抹消し、浦和競馬に移籍することになった。
移籍後は、川崎マイラーズで4着に入着するなど堅実な走りを見せていた。しかし勝利を挙げることはできず、埼玉新聞栄冠賞の11着を最後に同年10月27日付で地方競馬の競走馬登録を抹消された。

## 競走成績
以下の内容は、JBISサーチおよびnetkeiba.comに基づく。
| 競走日     | 競馬場 | 競走名          | 格     | 距離（馬場）  | 頭 数 | 枠 番 | 馬 番 | オッズ （人気） | 着順 | タイム （上り3F） | 着差 | 騎手        | 斤量 [kg] | 1着馬（2着馬）         | 馬体重 [kg] |
| ---------- | ------ | --------------- | ------ | ------------- | ----- | ----- | ----- | --------------- | ---- | ----------------- | ---- | ----------- | --------- | ---------------------- | ----------- |
| 2018.09.17 | 阪神   | 2歳新馬         |        | 芝1400m（良） | 11    | 7     | 9     | 024.60（5人）   | 06着 | R1:23.1（36.6）   | -1.2 | 0松若風馬   | 54        | ニホンピロヘンソン     | 448         |
| 0000.09.22 | 阪神   | 2歳未勝利       |        | 芝1400m（重） | 11    | 5     | 5     | 070.50（8人）   | 04着 | R1:22.8（36.1）   | -0.7 | 0松若風馬   | 54        | ディープダイバー       | 444         |
| 0000.11.18 | 京都   | 2歳未勝利       |        | ダ1200m（良） | 16    | 7     | 14    | 006.00（3人）   | 02着 | R1:12.6（37.1）   | -0.0 | 0C.デムーロ | 55        | カネコメアサヒ         | 446         |
| 0000.12.01 | 阪神   | 2歳未勝利       |        | ダ1200m（良） | 10    | 1     | 1     | 001.40（1人）   | 01着 | R1:13.0（37.1）   | -0.0 | 0C.デムーロ | 55        | （カモンスプリング）   | 444         |
| 0000.12.23 | 中山   | 2歳500万下      |        | ダ1200m（良） | 16    | 5     | 10    | 040.50（9人）   | 06着 | R1:11.7（37.3）   | -0.9 | 0戸崎圭太   | 55        | ジョウラン             | 442         |
| 2019.03.31 | 阪神   | 3歳500万下      |        | ダ1200m（稍） | 16    | 4     | 7     | 015.60（6人）   | 11着 | R1:14.1（38.1）   | -1.8 | 0戸崎圭太   | 56        | オリオンパッチ         | 448         |
| 0000.04.21 | 東京   | 3歳500万下      |        | ダ1600m（良） | 13    | 6     | 9     | 052.20（8人）   | 07着 | R1:40.3（37.6）   | -1.1 | 0内田博幸   | 56        | カフェクラウン         | 438         |
| 0000.08.17 | 小倉   | 3歳上1勝クラス  |        | ダ1700m（重） | 16    | 4     | 7     | 033.6（11人）   | 02着 | R1:44.7（39.2）   | -0.2 | 0西村淳也   | 53        | ヒッチコック           | 448         |
| 0000.09.01 | 小倉   | 3歳上1勝クラス  |        | ダ1700m（不） | 16    | 3     | 5     | 004.50（3人）   | 02着 | R1:44.3（38.2）   | -0.1 | 0西村淳也   | 53        | ヒロノセンキン         | 450         |
| 0000.09.21 | 阪神   | 3歳上1勝クラス  |        | ダ1800m（稍） | 10    | 6     | 6     | 001.60（1人）   | 01着 | R1:51.2（36.5）   | -1.1 | 0川田将雅   | 54        | （プエルタデルソル）   | 452         |
| 0000.12.14 | 阪神   | 3歳上2勝クラス  |        | ダ1800m（良） | 16    | 2     | 4     | 002.30（1人）   | 04着 | R1:53.4（38.5）   | -0.1 | 0川田将雅   | 56        | アニエーゼ             | 468         |
| 2020.01.11 | 京都   | 五条坂特別      | 2勝    | ダ1800m（稍） | 16    | 3     | 6     | 001.70（1人）   | 01着 | R1:52.2（36.9）   | -0.1 | 0川田将雅   | 56        | （ダノンテイオー）     | 466         |
| 0000.03.29 | 中京   | 名古屋城S       | 3勝    | ダ1800m（不） | 16    | 5     | 9     | 005.90（3人）   | 01着 | R1:48.9（35.9）   | -0.2 | 0松山弘平   | 55        | （エムオーグリッタ）   | 466         |
| 0000.06.20 | 阪神   | 三宮S           | OP     | ダ1800m（稍） | 16    | 5     | 9     | 006.00（3人）   | 07着 | R1:51.1（38.3）   | -1.6 | 0松山弘平   | 54        | ヴェンジェンス         | 466         |
| 0000.07.18 | 阪神   | ジュライS       | L      | ダ1800m（良） | 12    | 4     | 4     | 010.10（4人）   | 05着 | R1:51.3（36.9）   | -0.6 | 0松山弘平   | 56        | ウインユニファイド     | 474         |
| 0000.08.15 | 小倉   | 阿蘇S           | OP     | ダ1700m（良） | 15    | 7     | 13    | 010.50（4人）   | 04着 | R1:43.9（37.4）   | -0.2 | 0松山弘平   | 56        | アルドーレ             | 468         |
| 0000.11.01 | 福島   | 福島民友C       | L      | ダ1700m（良） | 12    | 2     | 2     | 005.10（4人）   | 01着 | R1:44.5（37.4）   | -0.2 | 0丸山元気   | 56        | （スマートセラヴィー） | 462         |
| 0000.12.20 | 阪神   | ベテルギウスS   | L      | ダ1800m（良） | 16    | 6     | 12    | 012.70（5人）   | 01着 | R1:51.9（36.5）   | -0.0 | 0C.ルメール | 57        | （テーオーケインズ）   | 472         |
| 2021.01.24 | 中京   | 東海S           | GII    | ダ1800m（不） | 15    | 6     | 11    | 006.20（2人）   | 01着 | R1:49.2（37.8）   | -0.3 | 0川田将雅   | 56        | （アナザートゥルース） | 476         |
| 0000.02.21 | 東京   | フェブラリーS   | GI     | ダ1600m（良） | 16    | 7     | 14    | 011.80（6人）   | 13着 | R1:36.5（37.5）   | -2.1 | 0丸山元気   | 57        | カフェファラオ         | 460         |
| 0000.05.22 | 中京   | 平安S           | GIII   | ダ1900m（重） | 16    | 3     | 5     | 004.90（2人）   | 01着 | R1:54.7（36.4）   | -1.0 | 0福永祐一   | 58        | （アメリカンシード）   | 474         |
| 0000.06.30 | 大井   | 帝王賞          | JpnI   | ダ2000m（重） | 13    | 7     | 10    | 008.50（5人）   | 07着 | R2:04.0（38.2）   | -1.3 | 0福永祐一   | 57        | テーオーケインズ       | 482         |
| 0000.11.07 | 阪神   | みやこS         | GIII   | ダ1800m（良） | 16    | 5     | 9     | 006.00（3人）   | 12着 | R1:52.4（37.9）   | -1.6 | 0和田竜二   | 58        | メイショウハリオ       | 480         |
| 0000.12.05 | 中京   | チャンピオンズC | GI     | ダ1800m（良） | 16    | 5     | 9     | 014.00（5人）   | 06着 | R1:51.1（36.7）   | -1.4 | 0福永祐一   | 57        | テーオーケインズ       | 478         |
| 2022.01.23 | 中京   | 東海S           | GII    | ダ1800m（良） | 16    | 6     | 11    | 003.40（1人）   | 02着 | R1:51.8（37.7）   | -0.1 | 0団野大成   | 57        | スワーヴアラミス       | 482         |
| 0000.04.17 | 阪神   | アンタレスS     | GIII   | ダ1800m（良） | 16    | 8     | 16    | 013.20（5人）   | 08着 | 01:51.1（37.3）   | -0.6 | 0鮫島克駿   | 57        | オメガパフューム       | 478         |
| 0000.05.21 | 中京   | 平安S           | GIII   | ダ1900m（良） | 16    | 1     | 2     | 005.30（2人）   | 06着 | R1:58.3（36.9）   | -1.3 | 0福永祐一   | 57        | テーオーケインズ       | 478         |
| 0000.06.29 | 大井   | 帝王賞          | JpnI   | ダ2000m（良） | 9     | 5     | 5     | 054.10（7人）   | 09着 | R2:06.6（40.7）   | -3.3 | 0福永祐一   | 57        | メイショウハリオ       | 470         |
| 0000.10.01 | 中京   | シリウスS       | GIII   | ダ1900m（良） | 16    | 2     | 3     | 018.00（7人）   | 03着 | R1:58.1（38.3）   | -0.4 | 0団野大成   | 58        | ジュンライトボルト     | 474         |
| 0000.11.03 | 盛岡   | JBCクラシック   | JpnI   | ダ2000m（良） | 15    | 7     | 12    | 013.70（6人）   | 06着 | R2:03.3（37.2）   | -1.2 | 0川田将雅   | 57        | テーオーケインズ       | 476         |
| 0000.12.04 | 中京   | チャンピオンズC | GI     | ダ1800m（良） | 16    | 4     | 7     | 038.70（9人）   | 09着 | R1:52.6（37.2）   | -0.7 | 0C.ルメール | 57        | ジュンライトボルト     | 480         |
| 2023.01.22 | 中京   | 東海S           | GII    | ダ1800m（良） | 15    | 2     | 2     | 023.20（8人）   | 08着 | R1:52.8（37.7）   | -1.6 | 0団野大成   | 57        | プロミストウォリア     | 482         |
| 0000.02.19 | 東京   | フェブラリーS   | GI     | ダ1600m（良） | 16    | 3     | 5     | 031.2（10人）   | 12着 | R1:37.4（37.6）   | -1.8 | 0福永祐一   | 58        | レモンポップ           | 472         |
| 0000.04.27 | 浦和   | プリムローズ賞  | OP     | ダ1400m（重） | 10    | 7     | 7     | 002.70（2人）   | 06着 | R1:27.7（37.2）   | -1.7 | 0張田昂     | 57        | アマネラクーン         | 480         |
| 0000.05.17 | 川崎   | 川崎マイラーズ  | SIII   | ダ1600m（稍） | 10    | 8     | 10    | 008.20（6人）   | 04着 | R1:42.9（40.4）   | -0.5 | 0和田譲治   | 57        | アイウォール           | 480         |
| 0000.06.01 | 浦和   | '23武蔵国OP     | 準重賞 | ダ2000m（稍） | 8     | 5     | 5     | 002.50（2人）   | 03着 | R2:09.8（40.5）   | -0.7 | 0和田譲治   | 57        | ジョエル               | 489         |
| 0000.06.28 | 大井   | 帝王賞          | JpnI   | ダ2000m（良） | 12    | 5     | 6     | 387.6（11人）   | 12着 | R2:05.4（39.4）   | -3.5 | 0和田譲治   | 57        | メイショウハリオ       | 479         |
| 0000.10.18 | 浦和   | 埼玉新聞栄冠賞  | SIII   | ダ2000m（良） | 12    | 1     | 1     | 043.60（8人）   | 11着 | R2:12.1（42.2）   | -4.1 | 0福原杏     | 58        | ジョエル               | 480         |

- タイム欄のRはレコード勝ちを示す

## 血統表
| オーヴェルニュの血統            | オーヴェルニュの血統                                              | オーヴェルニュの血統                                              | （血統表の出典）                                                  | （血統表の出典）    |
| 父系                            | サンデーサイレンス系/ヘイロー系                                   | サンデーサイレンス系/ヘイロー系                                   | サンデーサイレンス系/ヘイロー系                                   | [ § 2 ]             |
| 父 スマートファルコン 2005 栗毛 | 父の父ゴールドアリュール 1999 栗毛                                | *サンデーサイレンス                                               | Halo                                                              | Halo                |
| 父 スマートファルコン 2005 栗毛 | 父の父ゴールドアリュール 1999 栗毛                                | *サンデーサイレンス                                               | Wishing Well                                                      |                     |
| 父 スマートファルコン 2005 栗毛 | 父の父ゴールドアリュール 1999 栗毛                                | *ニキーヤ                                                         | Nureyev                                                           | Nureyev             |
| 父 スマートファルコン 2005 栗毛 | 父の父ゴールドアリュール 1999 栗毛                                | *ニキーヤ                                                         | Reluctant Guest                                                   |                     |
| 父 スマートファルコン 2005 栗毛 | 父の母ケイシュウハーブ 1988 芦毛                                  | *ミシシッピアン                                                   | Vaguely Noble                                                     | Vaguely Noble       |
| 父 スマートファルコン 2005 栗毛 | 父の母ケイシュウハーブ 1988 芦毛                                  | *ミシシッピアン                                                   | Gazala                                                            |                     |
| 父 スマートファルコン 2005 栗毛 | 父の母ケイシュウハーブ 1988 芦毛                                  | キョウエイシラユキ                                                | *クラウンドプリンス                                               | *クラウンドプリンス |
| 父 スマートファルコン 2005 栗毛 | 父の母ケイシュウハーブ 1988 芦毛                                  | キョウエイシラユキ                                                | *アリアーン                                                       |                     |
| 母 ギュイエンヌ 2005 青鹿毛     | 母の父タニノギムレット 1999 鹿毛                                  | *ブライアンズタイム                                               | Roberto                                                           | Roberto             |
| 母 ギュイエンヌ 2005 青鹿毛     | 母の父タニノギムレット 1999 鹿毛                                  | *ブライアンズタイム                                               | Kelley's Day                                                      |                     |
| 母 ギュイエンヌ 2005 青鹿毛     | 母の父タニノギムレット 1999 鹿毛                                  | タニノクリスタル                                                  | *クリスタルパレス                                                 | *クリスタルパレス   |
| 母 ギュイエンヌ 2005 青鹿毛     | 母の父タニノギムレット 1999 鹿毛                                  | タニノクリスタル                                                  | *タニノシーバード                                                 |                     |
| 母 ギュイエンヌ 2005 青鹿毛     | 母の母スギノトヨヒメ Bound to Dance 1997 青鹿毛                   | フジキセキ                                                        | *サンデーサイレンス                                               | *サンデーサイレンス |
| 母 ギュイエンヌ 2005 青鹿毛     | 母の母スギノトヨヒメ Bound to Dance 1997 青鹿毛                   | フジキセキ                                                        | *ミルレーサー                                                     |                     |
| 母 ギュイエンヌ 2005 青鹿毛     | 母の母スギノトヨヒメ Bound to Dance 1997 青鹿毛                   | *トヨマル                                                         | Clever Trick                                                      | Clever Trick        |
| 母 ギュイエンヌ 2005 青鹿毛     | 母の母スギノトヨヒメ Bound to Dance 1997 青鹿毛                   | *トヨマル                                                         | Hairless Heiress                                                  |                     |
| 母系(F-No.)                     | トヨマル(USA)系(FN:4-b)                                           | トヨマル(USA)系(FN:4-b)                                           | トヨマル(USA)系(FN:4-b)                                           | [ § 3 ]             |
| 5代内の近親交配                 | サンデーサイレンス 3 × 4 = 18.75％、Hail to Reason 5 × 5 = 6.25％ | サンデーサイレンス 3 × 4 = 18.75％、Hail to Reason 5 × 5 = 6.25％ | サンデーサイレンス 3 × 4 = 18.75％、Hail to Reason 5 × 5 = 6.25％ | [ § 4 ]             |
| 出典                            | 1. 2. 3. 4.                                                       | 1. 2. 3. 4.                                                       | 1. 2. 3. 4.                                                       | 1. 2. 3. 4.         |

- 半兄にバズーカ（東海ダービー、MRO金賞、園田金盃など）[17][19]